# Szentivánboca

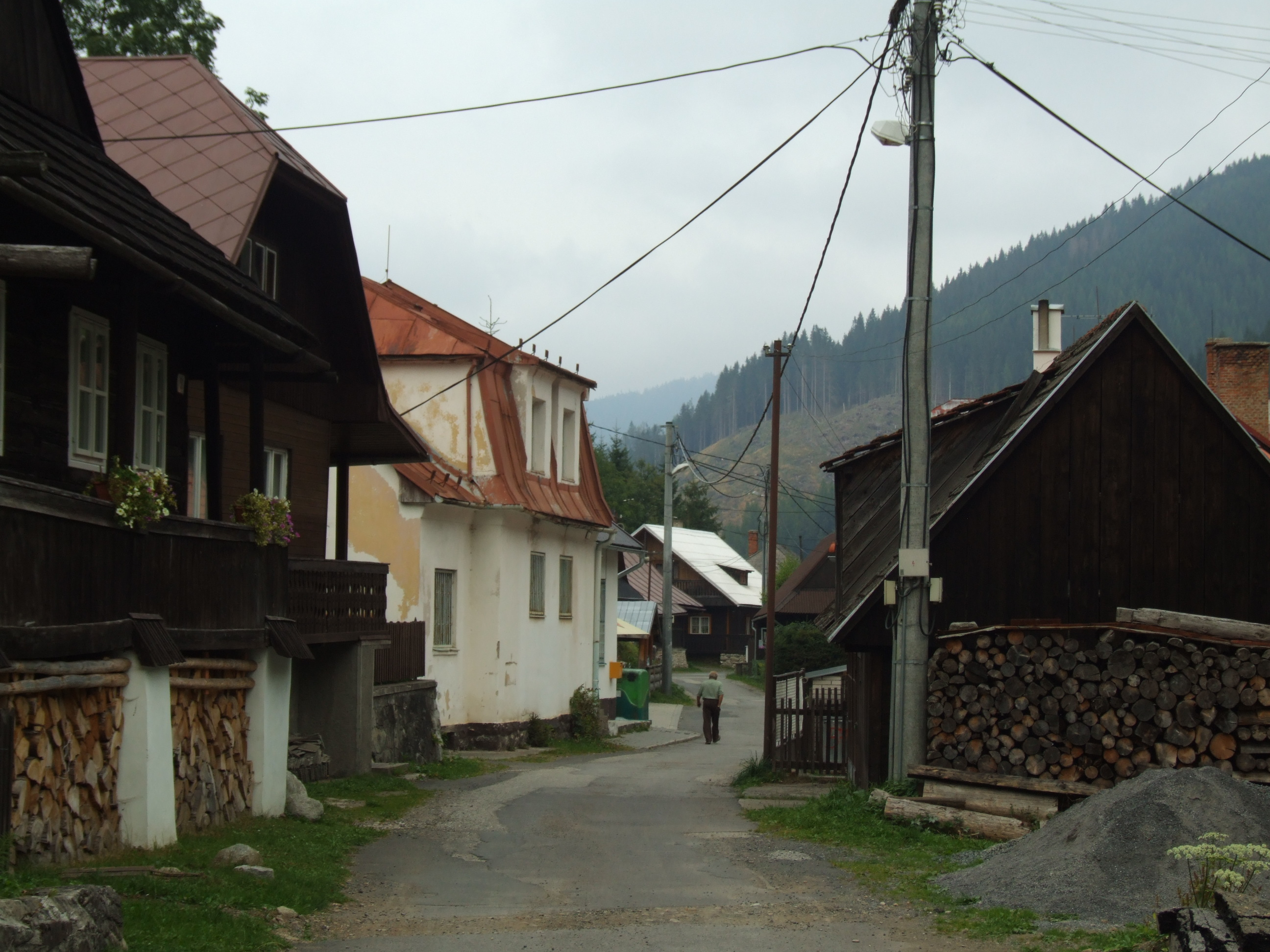

Szentivánboca (szlovákul: Nižná Boca, németül: Unterbotza) község Szlovákiában, a Zsolnai kerületben, a Liptószentmiklósi járásban.

## Fekvése
Liptóújvártól 15 km-re délre, az Alacsony-Tátrában, a Bocai-völgyben fekszik.

## Története
Ősi bányásztelepülés. Már a kelták is bányásztak ércet itt, őket a szlávok követték.
A 12. században német bányászokat telepítettek ide, ők alapították a mai falu elődjét a liptóújvári uradalom területén. A 13. században hibbei lakosok bányásztak itt aranyat. A falu Bohumir comes majd utódai, a Szentiványi család birtoka volt. Ezt a régi települést 1230-ban „Beucha”, 1283-ban „Beuchna”, 1298-ban „Bolza” alakban említik, majd 1342-ben és 1377-ben „Bocha” a neve, de a 15. században elpusztult.
A 16. század közepén 1554-től a terület egy részét a beszetercebányai kamara szerezte meg, ahol új bányákat nyitottak és aranyat, ezüstöt, rezet valamint vasércet bányásztak. A bányák műveléséhez a Szepességből, Árvából, Lengyelországból és Sziléziából telepítettek be bányászokat. Ekkor keletkezett a régi Boca helyén, a Szentiványi-birtokon Szentivánboca, a kincstári birtokon pedig Királyboca. Lakói már a 16. században evangélikusok lettek. 1570-ben a Szentiványi család bányászati jogokat szerzett. Ezután vita bontakozott ki a család és a kamara között, mert a család azzal vádolta meg a kamarát, hogy a bányáit meg akarja szerezni. A század végére a bányák termelése visszaesett. Az evangélikus iskola 1632-ben nyílott. 1715-ben a faluban malom és 44 adózó porta volt. 1784-ben 141 házában 798 lakos élt. Német lakosai az évszázadok során elszlovákosodtak.
A 18. század végén Vályi András így ír róla: „Szent Iván Bocza, tót falu Liptó Vármegyében, Királyi Botza mellett, birtokosa Szent Iványi Uraság, lakosai katolikusok. Határja soványas, vagyonnyai is selejtesek.”
1810-ben a bányászat megszűnt, így lakói már főként állattenyésztéssel, szövéssel, erdei munkákkal foglalkoztak, mások távolabbi vagy külföldi bányákban vállaltak munkát. 1828-ban 231 háza volt 1174 lakossal. A 19. század első felében határában üveghuta kezdte meg termelését.
Fényes Elek 1851-ben kiadott geográfiai szótárában így ír a faluról: „Bócza (Szentivány-), tót mezőváros, Liptó vármegyében, a most emlitett mezőváros mellett, mellytől csak egy patak választja el: 9 kath., és 600 evang. lak. Evang. anyaszentegyházzal. Mind a két Bóczának határja nagy kiterjedésű, de igen sovány; erdei felette szépek; hegyeiben arany-ezüstbányák dolgoztatnak; üveghutája van; lakosai pedig sok vásznat szőnek; savanyuviz-forrása is van. – Földes urai Szentiványi család.”
A trianoni diktátumig Liptó vármegye Liptóújvári járásához tartozott.
Határában a második világháború idején élénk partizántevékenység folyt. A 20. században a falu egyre inkább sportközponttá vált, ahol a téli sportok szerelmesei hódolhatnak szenvedélyüknek.

## Népessége
| Év:            | 1994. | 2004.   | 2014.   | 2024.   |
| -------------- | ----- | ------- | ------- | ------- |
| Emberek száma: | 189   | 178     | 164     | 155     |
| Eltérés:       |       | -5,82 % | -7,86 % | -5,48 % |

| Év:            | 2023. | 2024.   |
| -------------- | ----- | ------- |
| Emberek száma: | 158   | 155     |
| Eltérés:       |       | -1,89 % |

1910-ben 748, túlnyomórészt szlovák lakosa volt.
2001-ben 195 lakosából 191 szlovák volt.
2011-ben 156 lakosából 148 szlovák.

## Nevezetességei
- Neoromán stílusú evangélikus temploma 1844-ben épült torony nélkül, ami csak 1939-ben épült hozzá.
- Tornácos fából készített bányászházai ma is láthatók.

## Külső hivatkozások
- Hivatalos oldal
- Az Alacsony-Tátra honlapja
- Községinfó
- Szentivánboca Szlovákia térképén
- E-obce Archiválva 2022. szeptember 30-i dátummal a Wayback Machine-ben